# Klasztor Rupertsberg
Klasztor Rupertsberg – klasztor benedyktynek w Bingen am Rhein. Założony w 1150 przez Hildegardę z Bingen znajdował się na górze Roberta (niem. Rupertsberg) po lewej stronie rzeki Nahe. Przy jej ujściu do Renu.

## Historia
W 1150 Hildegarda z Bingen opuściła klasztor Disibodenberg (niem. Kloster Disibodenberg), żeby założyć swój własny na grobie świętego Roberta. Na początku stara kaplica służyła mniszkom jako kościół. Z czasem teren został krok po kroku rozbudowany. W 1152 trzynawowy kościół klasztorny został konsekrowany przez arcybiskupa Henryka I. z Moguncji. W 1165 powstał drugi klasztor założony także przez Hildegardę z Bingen – Klasztor Córek (niem. Tochterkloster) w Eibingen. 

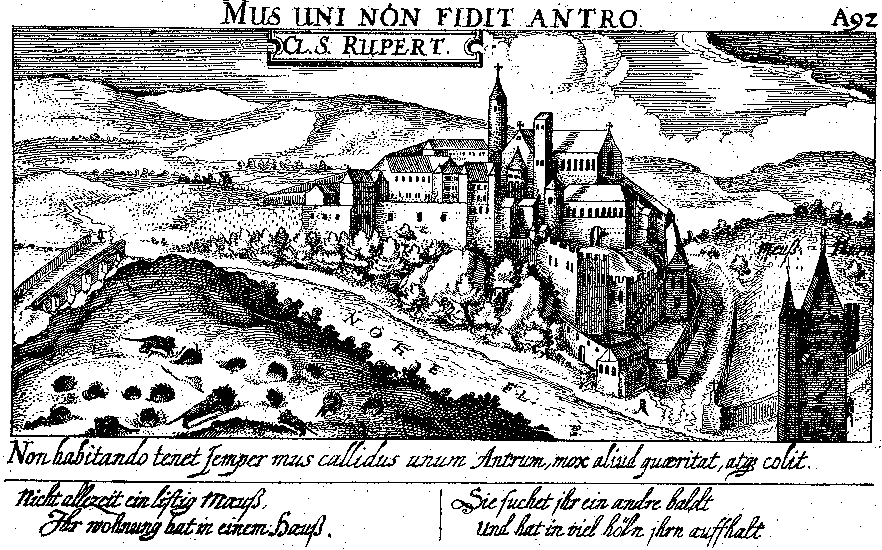
Klasztor Rupertsberg został zniszczony podczas wojny trzydziestoletniej

W 1632 klasztor Rupertsberg został zniszczony przez Szwedów podczas wojny trzydziestoletniej i nigdy go nie odbudowano. Zostały tylko fundamenty, a obszar był wykorzystywany jako gospodarstwo rolne. Mniszki przeprowadziły się do klasztoru po drugiej stronie Renu przy Rüdesheim am Rhein. Kości św. Hildegardy przybyły wraz z nimi do Eibingen i zostały pochowane w ołtarzu. Zakonnice zabrały również pisma Hildegardy i inne relikwie. Po jej śmierci w 1179 klasztor Rupertsberg stracił swoją wartość.

## Późniejsze losy klasztoru
Po zniszczeniu klasztoru pozostałości budowli posłużyły jako kamieniołom do budowy zabudowań gospodarczych w majątku klasztornym. Oszczędzono jedynie ruiny klasztoru. W 1857 zniszczono ruiny podczas budowy linii kolejowej. Wysadzając skałę, na której znajdował się klasztor, zniszczono także kryptę grobową pod chórem.

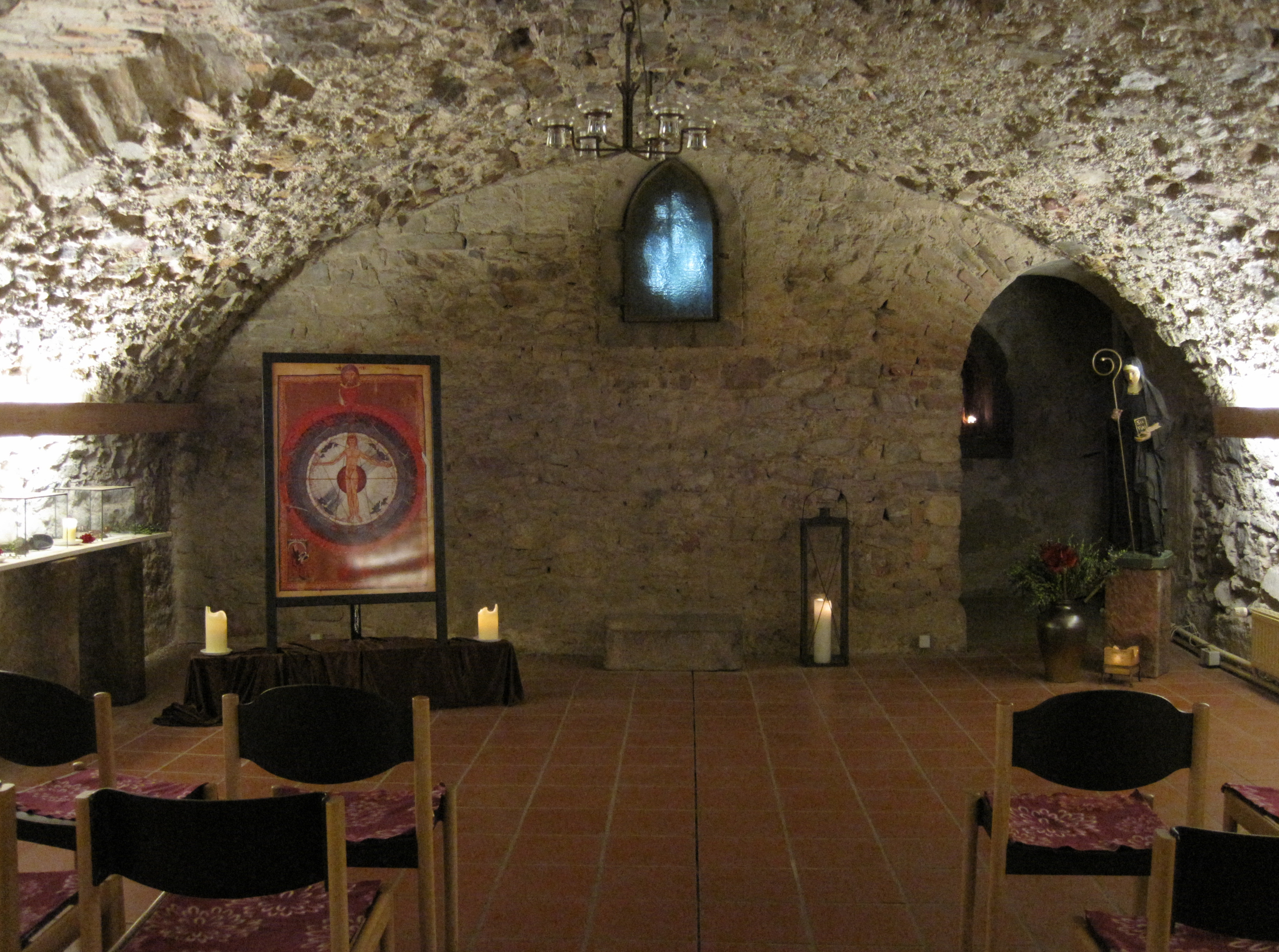
Sklepienie klasztoru Rupertsberg

Pięć łuków dawnego kościoła klasztornego zachowało się w kompleksie sklepionych piwnic, które zostały zbudowane między XVII, a XIX wiekiem. Sklepienie klasztoru Rupertsberg jest teraz wykorzystywane jako miejsce spotkań i można go zwiedzać.